# جوش كاميرون
جوش كاميرون (بالإنجليزية: Josh Cameron)‏ (17 أكتوبر 1986 ببورتلاند في الولايات المتحدة - ) هو لاعب كرة قدم أمريكي في مركز الوسط. لعب مع Portland Timbers (2001–2010) ‏.

## وصلات خارجية
- جوش كاميرون على موقع قاعدة بيانات كرة القدم.إي يو (الإنجليزية)